# Bailliage de Dieuze
Le bailliage de Dieuze puis bailliage présidial de Dieuze est une ancienne entité administrative du duché puis de la province de Lorraine, qui a existé de 1751 à 1789. Elle fut créée à la suite de la suppression du bailliage d'Allemagne. 

## Histoire
Rattaché au diocèse de Metz, il était régi par la coutume générale de lorraine (excepté pour Marsal, Saint-Médard et Haraucourt).
Selon Durival, en 1779, le bailliage de Dieuze était le canton de la Lorraine allemande dans lequel on entendait le plus la langue française.
Rendu présidial par un édit de juin 1772.
À la suite de la Révolution française, le bailliage est supprimé et remplacé par un district.

## Géographie
Le bailliage était presque enclavé dans les terres de la principauté épiscopale de Metz. La rivière de la Seille le traversait, il incluait également plusieurs étangs.

## Composition
Communautés du bailliage de Dieuze :
- Dieuze
- Achain
- Altroff
- Angviller
- Assenoncourt
- Bassing
- Bermering[2]
- Bidestroff
- Biel ou Buhl[2]
- Bisping
- Blanche-Eglise
- Bruderdorff ou Brouderdorff
- Burlioncourt[2]
- Châteauvoël ou Château-Voué et la cense de Bezange
- Conthil
- Cutting
- Dieffembach
- Dalheim ou Dalhain[2]
- Districk
- Domnom
- Einsweiller ou Ingweiller
- Gréning
- Guébestroff
- Guéblange
- Guénestroff
- Guermange
- Guinzeling
- Hampont[2]
- Haraucourt-sur-Seille
- Harsprick
- La haute-Suisse
- Immeling ou trois-Fontaines et la cense de Pettling
- Insming[3]
- Kerprich et la cense de Cérizémont
- Landorff ou Landroff
- Léning
- Lidrequin
- Lidrezing avec le Dordhal et la cense de Férienthal
- Lindre (Haute et Basse)
- Lostroff
- Loudrefing[4]
- Marimont
- Marsal
- Marthil ou Marthille
- St. Médard et Bathelémont-lès-Marsal
- Molring
- Montdidier
- Morhange et ses dépendances
- Mulcey
- Nébing
- Nelling
- Le Neuf-village ou Neufvillage
- Pévange
- Racrange
- Rhorbach ou Rorhbach
- Richtz et Metzing
- Rodalbe
- Rodt ou Rhodes
- Tarquinpol
- Torcheville
- Vahl et la cense de Valthous
- Vallerange
- Vergaville avec l'abbaye de Vergaville et la cense de Steinbach
- Villers ou Vileur
- Vintrange
- Virming
- Weis (Vuisse) avec la cense d'Arlange et la cense de haute-Kéquin
- Zarbeling
- Zomange ou Zommange
- Zotzeling ou Sotzeling

## Sources
- M. Durival, Description de la Lorraine et du Barrois, Tome second, 1779.
- Henri Lepage, Le département de la Meurthe, première partie, 1843.